# Homosexualität in den Niederlanden

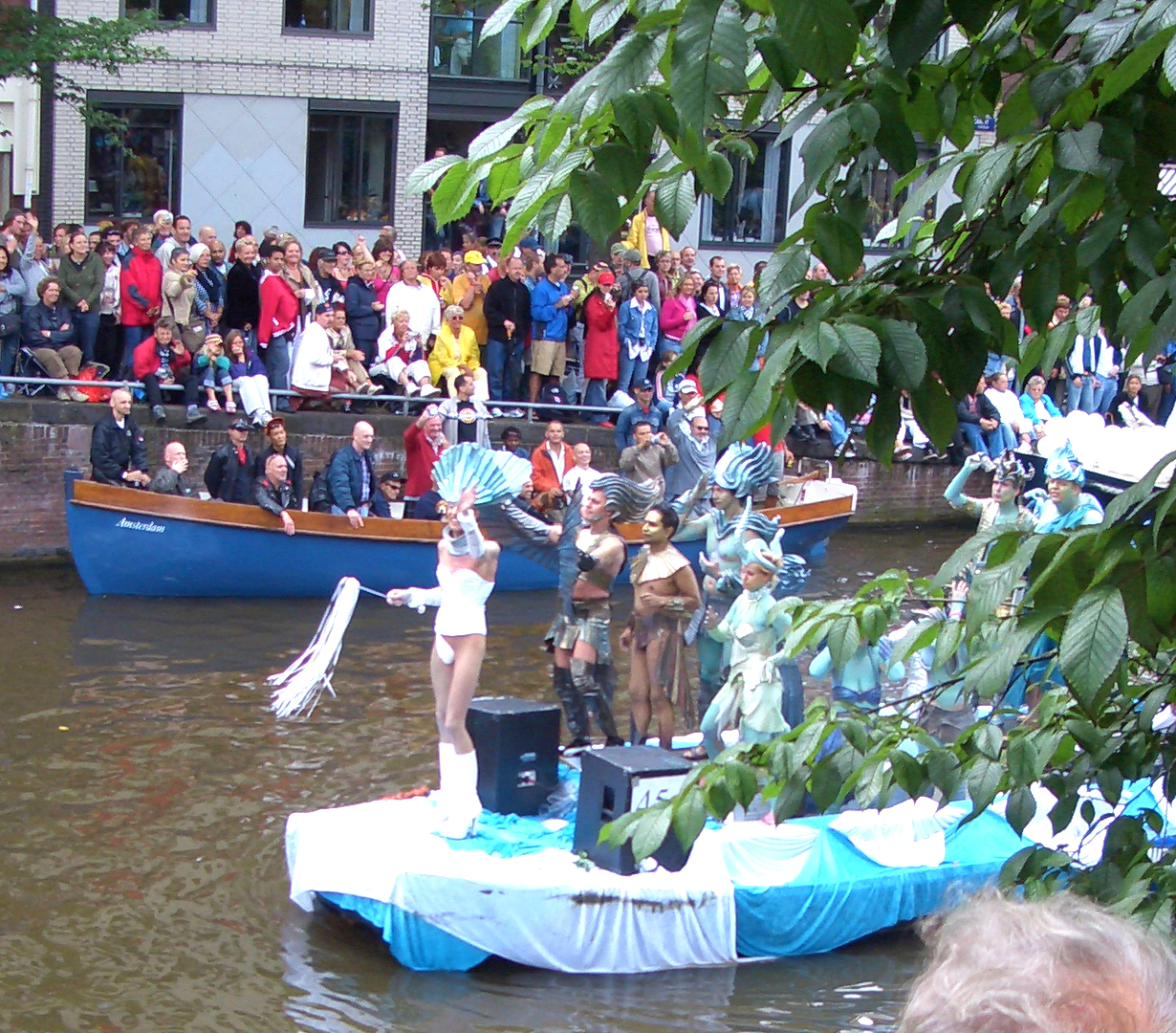
Gay Pride Amsterdam 2005

Homosexualität wird in den Niederlanden gesellschaftlich akzeptiert. Die Niederlande gelten als sehr liberales Land bezüglich der Rechte Homosexueller und deren Gleichstellung. Die Niederlande waren weltweit das erste Land, das die gleichgeschlechtliche Ehe eingeführt hat.

## Geschichte
Homosexuelle Handlungen wurden, wie überall in Europa auch in den Niederlanden lange strafrechtlich verfolgt. Im Mittelalter wurden Homosexuelle in mit Steinen beschwerte Holzfässer gesteckt und im Wasser ertränkt. Auch Bestrafungen am Würgepfahl waren üblich. Homosexuelle mussten vorsichtig sein. Man traf sich heimlich an den öffentlichen Toiletten der Stadt, welche sich oft in der Nähe der vielen Brücken befanden. Zu Verabredungen wurde bisweilen der Brückenname codiert, etwa „Juffrouw (Fräulein) de Lange“. Im 17. Jahrhundert galt n. a. ausgerechnet der Bürgersaal des Rathauses, als schwule Begegnungsstätte. Um auf sich aufmerksam zu machen, schlenderte man durch den öffentlich frei zugänglichen Saal, stemmte die Arme in die Seite und wenn man jemanden sah, der einem gefiel, berührte man diesen kurz mit dem Ellenbogen. Wurde die Berührung erwidert, ging man gemeinsam zur Toilette des Rathauses. War der Kontrolldruck zu groß, wich man auf die benachbarte Kirche, die Nieuwe Kerk, aus.
Männer, die zur See fuhren, etwa auf den Segelschiffen die für die Niederländische Ostindien-Kompanie (VOC) fuhren, und bei homosexuellen Handlungen erwischt wurden, wurden ins Meer geworfen, wo sie zu Tode kamen.
Die Entkriminalisierung homosexueller Handlungen erfolgte 1809. Durch die Einführung des Artikel 248-bis wurden 1911 jedoch immer noch homosexuelle Handlungen zwischen Volljährigen und Minderjährigen (damals unter 21 Jahre) strafbar.
1912 gründete sich in Anlehnung an das Berliner WhK das Nederlandsch Wetenschappelijk Humanitair Komitee. Aus dessen Reihen erschien Anfang 1940 mit der Levensrecht die erste niederländische Homosexuellenzeitschrift.
Es gab allerdings vereinzelt Gaststätten, wo sich homosexuelle Frauen und Männer treffen und tanzen konnten, stets mit der Furcht einer jederzeitigen Razzia.
Während der deutschen Besatzung der Niederlande 1940–1945 wurden Männer, die bei homosexuellen Handlungen erwischt wurden, streng verfolgt.
Aus dem Kreis der Zeitschrift Levensrecht (Lebensrecht) gründete sich 1946 das Cultuur en Ontspanningscentrum, die älteste gegenwärtig noch bestehende LGBT-Vereinigung der Welt.
1963 wurde die Organisation De Kringen (Kreise) gegründet. Zunächst gerichtet an Schwule und Bisexuelle, die mit ihrer Orientierung in Verbindung mit ihrem christlichen Glauben in Konflikt standen; danach stand die, in ihrem Höhepunkt in den 1990er Jahren bis zu 250 Gesprächszirkel angewachsene, Organisation allen homosexuellen Menschen zur Verfügung.  
Das Schutzalter wurde 1971 mit der Reform des Artikel 248-bis dem Heterosexueller (16 Jahre) angeglichen.
Seit Beginn der 1990er Jahre veranstalten homosexuelle Menschen (und Transgender) die Pride Amsterdam, welche zusammen mit ihrer umfangreichen Bootsparade in den Grachten ein jährlicher kultureller Höhepunkt Amsterdams ist.

## Antidiskriminierungsgesetze
1993 wurde ein Gesetz gegen Diskriminierung erlassen, nach dem es nicht mehr gestattet ist, homosexuelle Menschen beispielsweise auf dem Arbeits- oder Wohnungsmarkt aufgrund ihrer sexuellen Orientierung zu benachteiligen. Religiöse Schulen, wobei die meisten staatlich finanziert sind, können aber Lehrer entlassen, wenn ihr Verhalten (beispielsweise eine feste gleichgeschlechtliche Partnerschaft) der Schulmeinung entgegensteht, egal ob sich dieses Verhalten in oder außerhalb der Schule zeigt.

## Eingetragene Partnerschaft und Ehe

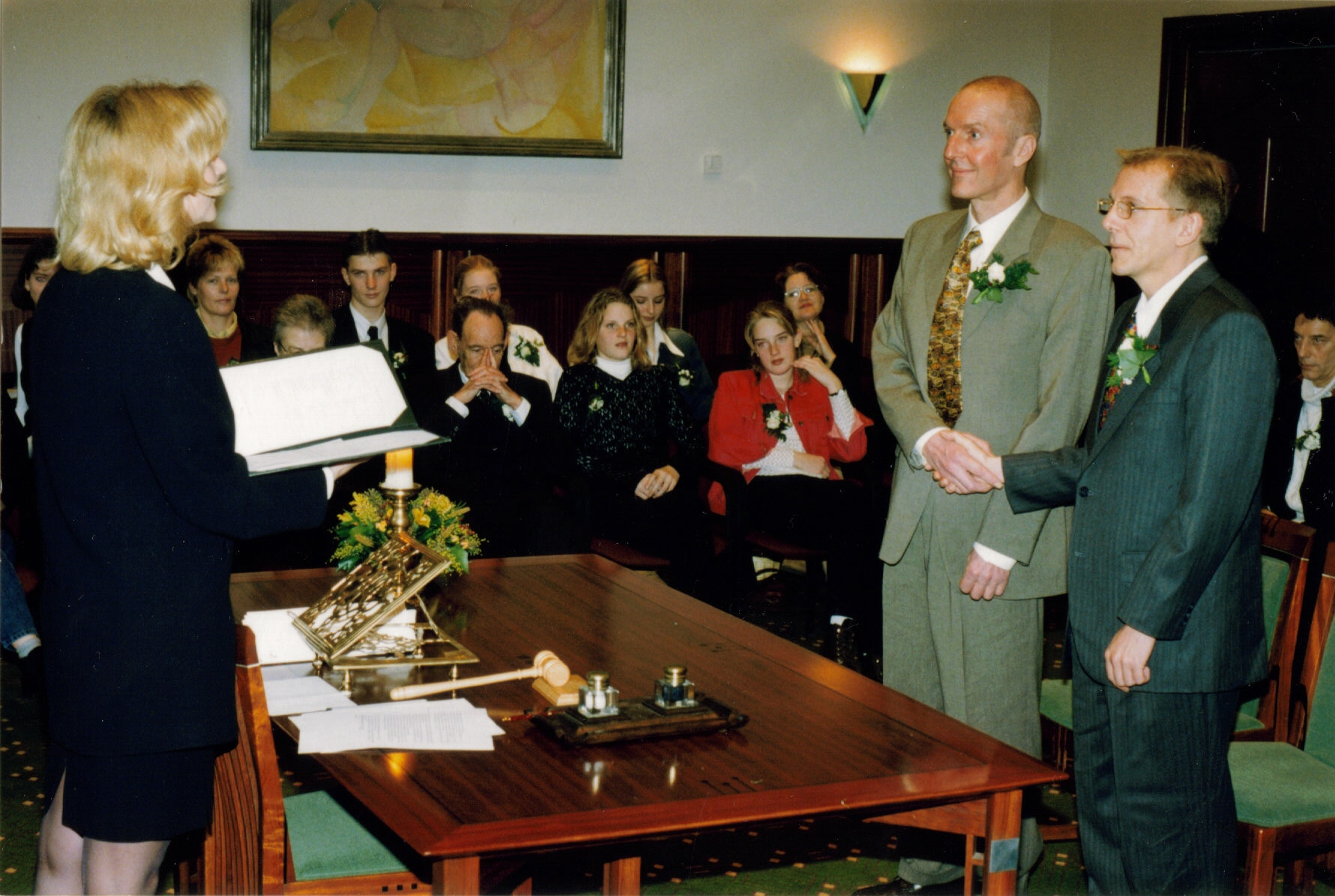
Gleichgeschlechtliche Eheschließung in den Niederlanden

1998 wurde eine Eingetragene Partnerschaft eingeführt, die sowohl verschieden- als auch gleichgeschlechtliche Paare eingehen können.
Als erstes Land der Welt öffneten die Niederlande mit dem Wet Openstelling huwelijk vom 21. Dezember 2000 die Ehe. Das Gesetz trat zum 1. April 2001 in Kraft – kurz nach Mitternacht wurden durch Amsterdams Bürgermeister Job Cohen die ersten gleichgeschlechtlichen Ehen geschlossen; zuvor hatte es bereits 1998 landesweit in einem ersten gesetzlichen Schritt die sogenannte geregistreerd partnerschap parlamentarisch ermöglicht. Seit 2001 ist auch die Adoption für gleichgeschlechtliche, verheiratete Paare möglich. Eine Meinungsumfrage, bei der die Bevölkerung aller Länder der Europäischen Union nach ihrer Meinung zur ‚Homoehe‘ befragt wurden, ergab für die Niederlande, dass 82 % aller Bürger des Landes die gleichgeschlechtliche Ehe befürworten.
Die Protestantische Kirche der Niederlande hat die Segnung gleichgeschlechtlicher Paare kirchenrechtlich ermöglicht.
Die Remonstranten in den Niederlanden sowie die Mennoniten haben die Trauung gleichgeschlechtlicher Paare kirchenrechtlich erlaubt. Soweit der Kirchenrat in der jeweiligen einzelnen Kirchengemeinde zustimmt, ist auch in der Protestantischen Kirche der Niederlande mittlerweile die Trauung erlaubt.

### Anerkennung im karibischen Teil des Königreichs der Niederlande
Für das zum Königreich der Niederlande gehörende Aruba (und damit in logischer Konsequenz für die Niederländischen Antillen) urteilte der Hohe Rat der Niederlande am 13. April 2007, dass in den anderen Teilen des Königreichs geschlossene Verträge in allen Teilen anerkannt werden müssen. Die Niederländischen Antillen erhoben in einem Verfahren Mitte 2008 Einspruch gegen diese Auslegung. Im Juni 2009 urteilte das eigentlich gegenüber dem Hohen Rat untergeordnete Joint Court of Justice of the Netherlands Antilles and Aruba, dass gleichgeschlechtliche Ehen nicht dieselben Rechte wie verschiedengeschlechtliche Ehen bekommen müssen.
Im Oktober 2010 lösten sich die Niederländischen Antillen auf. Seitdem sind Bonaire, Saba und Sint Eustatius besondere Gemeinden der Niederlande und unterliegen damit dem in den Niederlanden geltenden Gesetz. Curaçao und Sint Maarten wurden wie zuvor schon Aruba Länder des Königreichs. Dort können keine gleichgeschlechtliche Ehen geschlossen werden, allerdings werden in den Niederlanden geschlossenen anerkannt. Auf Aruba wurde 2021 eine Eingetragene Partnerschaft eingeführt.
Im Juli 2024 urteilte der Gemeinschaftliche Hohe Rat der Niederlande für Aruba, Curaçao, Sint Maarten, Bonaire, Sint Eustacius und Saba als höchstes Verfassungsgericht, dass die Ehe für homosexuelle Paare auf diesen karibischen niederländischen Inseln zuzulassen ist.

## Gesellschaftliche Situation
In den Niederlanden existiert eine ausgeprägte homosexuelle Community und zahlreiche Clubs und Diskotheken haben sich etabliert. Insbesondere Amsterdam gilt als ein beliebtes Ausflugsziel homosexueller Touristen, dort findet jährlich im August die Amsterdam Gay Pride statt.